# Zdeněk Rýc
Zdeněk Rýc (* 5. července 1941 Brno), často uváděný jako Zdeněk Ryc, je bývalý český fotbalový útočník a trenér. Byl sekretářem klubu FC Dosta Bystrc-Kníničky.

## Hráčská kariéra
V československé nejvyšší soutěži hrál za Spartak KPS Brno v ročníku 1961/62 při jeho jediné účasti, vstřelil dvě prvoligové branky.

### Evropské poháry
V evropských pohárech odehrál oba zápasy „Královopolské“ ve Veletržním poháru (předchůdce Poháru UEFA) v ročníku 1961/62, aniž by skóroval. Proti výběru Lipska (Leipzig XI) nastoupil jak v brněnském utkání na královopolském stadionu (nerozhodně 2:2, 27. září 1961), tak v lipské odvetě na Zentralstadionu (prohra 1:4, 4. října 1961).

### Prvoligová bilance
| Ročník          | Zápasy | Góly | Minuty | Klub                |
| --------------- | ------ | ---- | ------ | ------------------- |
| I. liga 1961/62 | 21     | 2    | 1 707  | TJ Spartak KPS Brno |
| CELKEM I. LIGA  | 21     | 2    | 1 707  |                     |

## Trenérská kariéra
Po skončení hráčské kariéry se stal trenérem. Vedl mj. Bystrc-Kníničky (70. léta, 1989–1994 a 1995–1996 + B-mužstvo 1999–2000).